# ヴィルデ・フラング
ヴィルデ・フラング (Vilde Frang、1986年8月19日 オスロ- ) は、ノルウェーのヴァイオリニスト。

## 経歴
ノルウェーの首都オスロ生まれ。はじめはオスロのバラット＝デューエ音楽院で学び、その後ハンブルク音楽演劇大学でコーリャ・ブラッハーに、クロンベルク・アカデミーでアナ・チュマチェンコにヴァイオリンを師事。
10歳でノルウェー放送管弦楽団と共演しデビュー。12歳の時にマリス・ヤンソンス指揮オスロ・フィルハーモニー管弦楽団と共演し国際的な注目を集めるようになる。以後、フィルハーモニア管弦楽団、バイエルン放送交響楽団、hr交響楽団、チューリッヒ・トーンハレ管弦楽団等と共演。2012年夏にはルツェルン音楽祭においてベルナルト・ハイティンク指揮ウィーン・フィルハーモニー管弦楽団と共演する予定。
2011年3月に初来日しアレクサンダー・リープライヒ指揮のNHK交響楽団とシベリウスのヴァイオリン協奏曲を共演し日本デビュー。2012年5月にはサンットゥ=マティアス・ロウヴァリ指揮の東京交響楽団とニールセンのヴァイオリン協奏曲を共演したほか、リサイタルも行った。

## ディスコグラフィ
- シベリウス：ヴァイオリン協奏曲、プロコフィエフ：ヴァイオリン協奏曲第1番（2009年9月21日、EMIクラシックス、6844132）
- グリーグ：ヴァイオリン・ソナタ第1番、バルトーク：無伴奏ヴァイオリン・ソナタ、R.シュトラウス：ヴァイオリン・ソナタ（2011年3月7日、EMIクラシックス、9476392）
- チャイコフスキー：ヴァイオリン協奏曲、ニールセン：ヴァイオリン協奏曲（2012年6月4日、EMIクラシックス、6025702）
- モーツァルト：ヴァイオリン協奏曲第1番、同第5番「トルコ風」、協奏交響曲（2015年2月10日、ワーナークラシックス、2564627677）
- コルンゴルト：ヴァイオリン協奏曲、ブリテン：ヴァイオリン協奏曲（2016年2月5日、ワーナークラシックス、2564600921）
- 『オマージュ』（2017年11月17日、ワーナークラシックス、9029580532）
- バルトーク：ヴァイオリン協奏曲第1番、エネスコ：弦楽八重奏曲（2018年9月7日、ワーナークラシックス、9029566255）
- 『パガニーニ＝シューベルト』（2019年11月15日、ワーナークラシックス、9029541936）
- ベートーヴェン：ヴァイオリン協奏曲、ストラヴィンスキー：ヴァイオリン協奏曲（2022年10月14日、ワーナークラシックス、9029667740）
- エルガー：ヴァイオリン協奏曲、ヴァイオリンとピアノのための「カリッシマ」（2024年9月6日、ワーナークラシックス、2173240942）